# Olympische Sommerspiele 1908/Schießen
Bei den IV. Olympischen Spielen 1908 in London fanden 15 Wettbewerbe im Sportschießen statt. Austragungsort der Gewehr- und Pistolen-Disziplinen war das Schießzentrum von Bisley in der Grafschaft Surrey, das Wurfscheibenschießen wurde im Uxendon Shooting School Club bei Preston in der Grafschaft Middlesex ausgetragen (in der Nähe der eigens zu diesem Anlass errichteten U-Bahn-Station Preston Road). Geschossen wurde nach den Regeln der National Rifle Association of Great Britain. Aus diesem Grund waren die Entfernungen meistens in Yards festgelegt, was die britischen Schützen bevorteilte. Da in Wien fast gleichzeitig zu den olympischen Wettbewerben auch Weltmeisterschaften stattfanden, fehlten zahlreiche namhafte Schützen, insbesondere aus der Schweiz.

## Bilanz

### Medaillenspiegel
| Platz | Land               | Gold | Silber | Bronze | Gesamt |
| ----- | ------------------ | ---- | ------ | ------ | ------ |
| 1     | Großbritannien     | 6    | 7      | 8      | 8      |
| 2     | Vereinigte Staaten | 3    | 2      | 1      | 6      |
| 3     | Schweden           | 2    | 2      | 1      | 5      |
| 4     | Norwegen           | 2    | –      | 1      | 3      |
| 5     | Kanada             | 1    | 2      | 1      | 4      |
| 6     | Belgien            | 1    | 2      | –      | 3      |
| 7     | Frankreich         | –    | –      | 2      | 2      |
| 8     | Griechenland       | –    | –      | 1      | 1      |

### Medaillengewinner
| Konkurrenz                                        | Gold                                                                                            | Silber | Bronze                                                                                        |
| ------------------------------------------------- | ----------------------------------------------------------------------------------------------- | --- | --------------------------------------------------------------------------------------------- |
| Freies Gewehr 1000 Yards                          | Joshua Millner                                                                                  | Kellogg Casey                                                                                                  | Maurice Blood                                                                                 |
| Freies Gewehr Dreistellungskampf 300 m            | Albert Helgerud                                                                                 | Harry Simon | Ole Sæther                                                                                    |
| Freies Gewehr Dreistellungskampf Mannschaft 300 m | Julius Braathe, Albert Helgerud, Einar Liberg, Olaf Sæter, Ole Sæther, Gudbrand Skatteboe       | Per-Olof Arvidsson, Janne Gustafsson, Axel Jansson, Gustaf Adolf Jonsson, Claës Rundberg, Gustav-Adolf Sjöberg | Eugène Balme, Albert Courquin, Raoul de Boigne, Léon Johnson, Maurice Lecoq, André Parmentier |
| Armeegewehr Mannschaft                            | Charles Benedict, Kellogg Casey, Ivan Eastman, William Leushner, William Martin, Charles Winder | Arthur Fulton, John Martin, Harcourt Ommundsen, Walter Padgett, Philip Richardson, Fleetwood Varley            | Charles Crowe, William Eastcott, Harry Kerr, Dugald McInnes, William Smith, Bertram Williams  |
| Kleinkaliber liegend                              | Arthur Carnell                                                                                  | Harold Humby                                                                                                   | George Barnes                                                                                 |
| Kleinkaliber bewegliches Ziel                     | John Fleming                                                                                    | Maurice Matthews                                                                                               | William Marsden                                                                               |
| Kleinkaliber verschwindendes Ziel                 | William Styles                                                                                  | Harold Hawkins                                                                                                 | Edward Amoore                                                                                 |
| Kleinkaliber Mannschaft                           | Edward Amoore, Harold Humby, Maurice Matthews, William Pimm                                     | Eric Carlberg, Vilhelm Carlberg, Frans-Albert Schartau, Johan Hübner                                           | Henri Bonnéfoy, Paul Colas, Léon Lécuyer, André Regaud                                        |
| Pistole 50 Yards                                  | Paul van Asbroeck                                                                               | Réginald Storms                                                                                                | James Gorman                                                                                  |
| Pistole Mannschaft 50 Yards                       | Charles Axtell, Irving Calkins, John Dietz, James Gorman                                        | René Englebert, Charles Paumier, Réginald Storms, Paul van Asbroeck                                            | Geoffrey Coles, William Ellicott, Henry Lynch-Staunton, Jesse Wallingford                     |
| Laufender Hirsch Einzelschuss 100 m               | Oscar Swahn                                                                                     | Thomas Ranken                                                                                                  | Alexander Rogers                                                                              |
| Laufender Hirsch Einzelschuss Mannschaft 100 m    | Arvid Knöppel, Ernst Rosell, Alfred Swahn, Oscar Swahn                                          | William Ellicott, William Lane-Joynt, Charles Nix, Thomas Ranken                                               | –                                                                                             |
| Laufender Hirsch Doppelschuss 100 m               | Walter Winans                                                                                   | Thomas Ranken                                                                                                  | Oscar Swahn                                                                                   |
| Tontaubenschießen                                 | Walter Ewing                                                                                    | George Beattie                                                                                                 | Alexander Maunder Anastasios Metaxas                                                          |
| Tontaubenschießen Mannschaft                      | Peter Easte, Alexander Maunder, Frank Moore, Charles Palmer, James Pike, John Postans           | George Beattie, Walter Ewing, Mylie Fletcher, David McMackon, George Vivian, Arthur Westover                   | John Butt, Henry Creasey, Robert Hutton, William Morris, George Skinner, George Whitaker      |

## Ergebnisse

### Freies Gewehr 1000 Yards
| Platz | Land | Sportler        | Punkte |
| ----- | ---- | --------------- | ------ |
| 1     | GBR  | Joshua Millner  | 98     |
| 2     | USA  | Kellogg Casey   | 93     |
| 3     | GBR  | Maurice Blood   | 92     |
| 4     | GBR  | Richard Barnett | 92     |
| 4     | GBR  | Thomas Ranken   | 92     |
| 6     | GBR  | Thomas Caldwell | 91     |
| 6     | GBR  | John Sellars    | 91     |
| 6     | CAN  | Harry Kerr      | 91     |

Datum: 11. Juli 1908 

49 Teilnehmer aus 8 Ländern
Aus einer Entfernung von 1000 Yards (914,40 m) waren 20 Schüsse abzufeuern. Zugelassen waren Armeegewehre beliebiger Konstruktion des jeweiligen Landes. Die Position konnte frei gewählt werden, die maximal erreichbare Punktzahl betrug 100.

### Freies Gewehr Dreistellungskampf 300 m
| Platz | Land | Sportler             | Punkte              |
| ----- | ---- | -------------------- | ------------------- |
| 1     | NOR  | Albert Helgerud      | 909 (277, 292, 340) |
| 2     | USA  | Harry Simon          | 887 (228, 294, 365) |
| 3     | NOR  | Ole Sæther           | 883 (272, 284, 327) |
| 4     | SWE  | Gustav-Adolf Sjöberg | 874 (251, 285, 338) |
| 5     | SWE  | Janne Gustafsson     | 872 (265, 283, 324) |
| 6     | NOR  | Julius Braathe       | 851 (257, 291, 303) |
| 7     | SWE  | Axel Jansson         | 843 (235, 296, 312) |
| 8     | FRA  | Léon Johnson         | 835 (250, 282, 303) |

Datum: 11. Juli 1908 

51 Teilnehmer aus 10 Ländern
Aus einer Entfernung von 300 Metern mussten je 40 Schüsse in stehender, kniender und liegender Position abgegeben werden. Die Waffe konnte frei gewählt werden.

### Freies Gewehr Dreistellungskampf Mannschaft 300 m
| Platz | Land | Sportler | Punkte |
| ----- | ---- | --- | ------ |
| 1     | NOR  | Julius Braathe (826) Albert Helgerud (874) Einar Liberg (809) Olaf Sæter (840) Ole Sæther (865) Gudbrand Skatteboe (841)                                             | 5055   |
| 2     | SWE  | Per-Olof Arvidsson (812) Janne Gustafsson (739) Axel Jansson (801) Gustaf Adolf Jonsson (840) Claës Rundberg (759) Gustav-Adolf Sjöberg (760)                        | 4711   |
| 3     | FRA  | Eugène Balme (801) Albert Courquin (768) Raoul de Boigne (718) Léon Johnson (836) Maurice Lecoq (756) André Parmentier (773)                                         | 4652   |
| 4     | DEN  | Niels Andersen (725) Niels Christian Christensen (752) Lars Jørgen Madsen (816) Peter Pedersen (748) Ole Olsen (754) Hans Schultz (748)                              | 4543   |
| 5     | BEL  | Joseph Geens (740) Ernest Ista (786) Charles Paumier du Verger (826) Édouard Poty (604) Henri Sauveur (766) Paul van Asbroeck (787)                                  | 4509   |
| 6     | GBR  | John Bostock (668) Robert Brown (608) Charles Churcher (760) R. Hawkins (776) Thomas Raddall (754) Jesse Wallingford (789)                                           | 4355   |
| 7     | NED  | Christiaan Brosch (708) Jan Brussaard (645) Antonie de Gee (684) Cornelis van Altenburg (689) Gerard van den Bergh (751) Uilke Vuurman (653)                         | 4130   |
| 8     | FIN  | Heikki Huttunen (644) Voitto Kolho (642) Emil Nässling (637) Frans Nässling (717) Gustav Nyman (700) Huvi Tuiskunen (622)                                            | 3962   |
| 9     | GRE  | Frangiskos Mavrommatis (538) Georgios Orfanidis (622) Defkalion Rediadis (619) Alexandros Theofilakis (645) Ioannis Theofilakis (712) Matthias Triantafyllidis (653) | 3789   |

Datum: 9 bis 10. Juli 1908 

54 Teilnehmer aus 9 Ländern
Am Start waren sechs Schützen je Mannschaft. Jeder Teilnehmer musste aus einer Entfernung von 300 Metern je 40 Schüsse in stehender, kniender und liegender Position abgeben. Die Waffe konnte frei gewählt werden und die Resultate zählten nicht für den Einzelwettbewerb.

### Armeegewehr Mannschaft
| Platz | Land | Sportler | Punkte |
| ----- | ---- | --- | ------ |
| 1     | USA  | Charles Benedict (407) Kellogg Casey (423) Ivan Eastman (412) William Leushner (430) William Martin (430) Charles Winder (429)                                       | 2531   |
| 2     | GBR  | Arthur Fulton (417) John Martin (410) Harcourt Ommundsen (424) Walter Padgett (410) Philip Richardson (413) Fleetwood Varley (423)                                   | 2497   |
| 3     | CAN  | Charles Crowe (415) William Eastcott (392) Harry Kerr (384) Dugald McInnes (413) William Smith (421) Bertram Williams (414)                                          | 2439   |
| 4     | FRA  | Eugène Balme (379) Albert Courquin (383) Raoul de Boigne (385) Léon Hecht (376) Daniel Mérillon (376) André Parmentier (373)                                         | 2272   |
| 5     | SWE  | Per-Olof Arvidsson (374) Janne Gustafsson (376) Axel Jansson (351) Gustaf Adolf Jonsson (342) Ossian Jörgensen (382) Claës Rundberg (388)                            | 2213   |
| 6     | NOR  | Jørgen Bru (349) Matthias Glommes (352) Albert Helgerud (362) Einar Liberg (375) Ole Sæther (385) Gudbrand Skatteboe (369)                                           | 2192   |
| 7     | GRE  | Frangiskos Mavrommatis (349) Georgios Orfanidis (325) Defkalion Rediadis (305) Alexandros Theofilakis (349) Ioannis Theofilakis (357) Matthias Triantafyllidis (314) | 1999   |
| 8     | DEN  | Niels Andersen (352) Niels Christian Christensen (333) Julius Hillemann-Jensen (307) Lorents Jensen (326) Niels Laursen (309) Ole Olsen (282)                        | 1909   |

Datum: 10. und 11. Juli 1908 

48 Teilnehmer aus 8 Ländern
Der Wettbewerb wurde an zwei Tagen ausgetragen. Ein Team bestand aus jeweils sechs Schützen. Jedes Teammitglied musste aus sechs verschiedenen Entfernungen je 15 Schüsse abfeuern. Am ersten Tag waren dies 200, 500 und 600 Yards (182,88 m, 457,20 m und 548,64 m), am zweiten Tag 800, 900 und 1000 Yards (731,22 m, 822,96 m und 914,40 m). Zugelassen waren Armeegewehre beliebiger Konstruktion des jeweiligen Landes. Die Position konnte frei gewählt werden, die maximal erreichbare Punktzahl betrug 2700.

### Kleinkaliber liegend
| Platz | Land | Sportler         | Punkte |
| ----- | ---- | ---------------- | ------ |
| 1     | GBR  | Arthur Carnell   | 387    |
| 2     | GBR  | Harold Humby     | 386    |
| 3     | GBR  | George Barnes    | 385    |
| 4     | GBR  | Maurice Matthews | 384    |
| 5     | GBR  | Edward Amoore    | 383    |
| 6     | GBR  | William Pimm     | 379    |
| 7     | GBR  | Albert Taylor    | 376    |
| 8     | GBR  | Harold Hawkins   | 374    |

Datum: 11. Juli 1908 

19 Teilnehmer aus 5 Ländern
Geschossen wurde aus einer Entfernung von 50 und 100 Yards (45,72 m und 91,44 m). Aus jeder Distanz mussten 40 Schüsse in Zehnerserien abgegeben werden. Maximal waren 400 Punkte möglich.
Das Kontingent der Briten war auf zwölf Schützen beschränkt. Aus Versehen meldeten die britischen Offiziellen nachträglich einen 13. Schützen an, da sie glaubten, es hätten erst elf Briten geschossen. Der nachnominierte Philipp Plater erzielte mit 391 Punkten neuen Weltrekord und wäre damit eigentlich Olympiasieger gewesen. Bei der Auswertung entdeckten die Schiedsrichter jedoch den Fehler; Plater wurde zum ungültigen Teilnehmer erklärt und die Jury strich sein Resultat. Der britische Verband ehrte Plater später mit einer besonderen Goldmedaille und einem Rekorddiplom.

### Kleinkaliber bewegliches Ziel
| Platz | Land | Sportler         | Punkte |
| ----- | ---- | ---------------- | ------ |
| 1     | GBR  | John Fleming     | 24     |
| 2     | GBR  | Maurice Matthews | 24     |
| 3     | GBR  | William Marsden  | 24     |
| 4     | GBR  | Edward Newitt    | 24     |
| 5     | GBR  | Philipp Plater   | 22     |
| 6     | GBR  | William Pimm     | 21     |
| 7     | GBR  | William Milne    | 21     |
| 8     | SWE  | Otto von Rosen   | 18     |

Datum: 11. Juli 1908 

22 Teilnehmer aus 5 Ländern
Die zu treffende Scheibe war eine 4 inch (10,16 cm) hohe und 1,5 inch (3,81 cm) breite Hirschfigur. Diese bewegte sich innerhalb von vier Sekunden über eine Distanz von 10 Fuß (3,05 m). Aus 25 Yards (22,86 m) Entfernung waren 15 Schüsse abzufeuern. Alle Teilnehmer verfehlten die Maximalpunktzahl von 45 bei weitem.

### Kleinkaliber verschwindendes Ziel
| Platz | Land | Sportler         | Punkte |
| ----- | ---- | ---------------- | ------ |
| 1     | GBR  | William Styles   | 45     |
| 2     | GBR  | Harold Hawkins   | 45     |
| 3     | GBR  | Edward Amoore    | 45     |
| 4     | GBR  | William Milne    | 45     |
| 5     | GBR  | John Milne       | 45     |
| 6     | GBR  | Arthur Wilde     | 45     |
| 7     | SWE  | Vilhelm Carlberg | 45     |
| 8     | GBR  | Harold Humby     | 45     |

Datum: 11. Juli 1908 

22 Teilnehmer aus 5 Ländern
Wie beim beweglichen Ziel war die Scheibe auch hier eine 4 inch hohe und 1,5 inch breite Hirschfigur. Diese war jeweils während drei Sekunden sichtbar, gefolgt von einer Pause von fünf Sekunden. Dieser Vorgang wurde jeweils 15 Mal durchgeführt, mit einem Schuss je Phase. Abzugeben waren die Schüsse aus 25 Yards (22,86 m) Entfernung. Sechs Schützen erzielten die Maximalpunktzahl von 45; ob danach ein Stechen stattfand, wird im offiziellen Bericht nicht erwähnt.

### Kleinkaliber Mannschaft
| Platz | Land | Sportler                                                                                            | Punkte |
| ----- | ---- | --------------------------------------------------------------------------------------------------- | ------ |
| 1     | GBR  | Edward Amoore (189) Harold Humby (194) Maurice Matthews (196) William Pimm (192)                    | 771    |
| 2     | SWE  | Eric Carlberg (180) Vilhelm Carlberg (187) Frans-Albert Schartau (186) Johan Hübner von Holst (184) | 737    |
| 3     | FRA  | Henri Bonnéfoy (166) Paul Colas (189) Léon Lécuyer (169) André Regaud (186)                         | 710    |

Datum: 11. Juli 1908 

12 Teilnehmer aus 3 Ländern
Die Teams umfassten je vier Schützen. Jedes Teammitglied musste aus 50 und 100 Yards (45,72 m und 91,44 m) Entfernung je 20 Schüsse abgeben. Maximal waren 800 Punkte möglich.

### Pistole 50 Yards
| Platz | Land | Sportler          | Punkte |
| ----- | ---- | ----------------- | ------ |
| 1     | BEL  | Paul van Asbroeck | 490    |
| 2     | BEL  | Réginald Storms   | 487    |
| 3     | USA  | James Gorman      | 485    |
| 4     | USA  | Charles Axtell    | 480    |
| 5     | GBR  | Jesse Wallingford | 467    |
| 6     | FRA  | André Barbillat   | 466    |
| 7     | GBR  | William Ellicott  | 458    |
| 8     | USA  | Irving Calkins    | 457    |

Datum: 10. Juli 1908 

43 Teilnehmer aus 7 Ländern
Aus einer Entfernung von 50 Yards (45,72 m) waren 60 Schüsse in Zehnerserien abzufeuern. Maximal waren 600 Punkte möglich. Die US-amerikanische Delegation legte erfolglos Protest ein: Ihrer Meinung nach hatte James Gorman zweimal durch dasselbe Loch geschossen (ein sogenanntes „Doppel“). Die Jury war jedoch der Ansicht, Gorman habe nicht einmal die Scheibe getroffen. Am Ende fehlten Gorman neun Punkte, wodurch er den Sieg verfehlte und auf dem dritten Platz landete.

### Pistole Mannschaft 50 Yards
| Platz | Land | Sportler | Punkte |
| ----- | ---- | --- | ------ |
| 1     | USA  | Charles Axtell (468) Irving Calkins (473) John Dietz (472) James Gorman (501)                                | 1914   |
| 2     | BEL  | René Englebert (431) Charles Paumier du Verger (462) Réginald Storms (477) Paul van Asbroeck (493)           | 1863   |
| 3     | GBR  | Geoffrey Coles (459) William Ellicott (435) Henry Lynch-Staunton (446) Jesse Wallingford (477)               | 1817   |
| 4     | FRA  | André Barbillat (463) Jean Depassio (411) Léon Moreaux (436) André Regaud (440)                              | 1750   |
| 5     | SWE  | Eric Carlberg (462) Vilhelm Carlberg (471) Johan Hübner von Holst (416) Frans-Albert Schartau (383)          | 1732   |
| 6     | NED  | Jan de Blécourt (398) Petrus ten Bruggen (384) Gerard van den Bergh (401) Jacob van der Kop (449)            | 1632   |
| 7     | GRE  | Frangiskos Mavrommatis (419) Georgios Orfanidis (358) Alexandros Theofilakis (401) Ioannis Theofilakis (398) | 1576   |

Datum: 11. Juli 1908 

28 Teilnehmer aus 7 Ländern
Jedes Team umfasste vier Schützen. Aus einer Entfernung von 50 Yards (45,72 m) mussten 60 Schüsse in Zehnerserien abgefeuert werden. Die Maximalpunktzahl betrug 2400.

### Laufender Hirsch Einzelschuss 100 m
| Platz | Land | Sportler           | Punkte |
| ----- | ---- | ------------------ | ------ |
| 1     | SWE  | Oscar Swahn        | 25     |
| 2     | GBR  | Thomas Ranken      | 24     |
| 3     | GBR  | Alexander Rogers   | 24     |
| 4     | GBR  | Maurice Blood      | 23     |
| 5     | GBR  | Albert Kempster    | 22     |
| 6     | GBR  | James Cowan        | 21     |
| 6     | GBR  | William Lane-Joynt | 21     |
| 6     | USA  | Walter Winans      | 21     |

Datum: 9. Juli 1908 

15 Teilnehmer aus 4 Ländern
Aus einer Entfernung von 110 Yards (100,58 m) musste auf eine eiserne Hirschskulptur geschossen werden. Diese war während vier Sekunden zu sehen und wurde dabei über eine Entfernung von 25 Yards (22,86 m) gezogen. Bei jedem der 15 Durchläufe war ein Schuss erlaubt. Je nachdem, wo die Kugel traf, gab es einen bis vier Punkte. Die Vorlage für den Hirsch hatte der Bildhauer Edwin Landseer 1862 geschaffen.
Der Schwede Oscar Swahn gewann die Goldmedaille im Alter von 60 Jahren und 264 Tagen. Er wurde damit der bis dato älteste Olympiasieger. 1912 in Stockholm verbesserte er diese Marke auf 64 Jahre und 257 Tage.

### Laufender Hirsch Einzelschuss Mannschaft 100 m
| Platz | Land | Sportler                                                                          | Punkte |
| ----- | ---- | --------------------------------------------------------------------------------- | ------ |
| 1     | SWE  | Arvid Knöppel (22) Ernst Rosell (17) Alfred Swahn (26) Oscar Swahn (21)           | 86     |
| 2     | GBR  | William Ellicott (18) William Lane-Joynt (22) Charles Nix (27) Thomas Ranken (18) | 85     |

Datum: 10. Juli 1908 

8 Teilnehmer aus 2 Ländern
Es nahmen zwei Teams mit je vier Schützen teil. Die Regeln waren dieselben wie beim Einzelwettbewerb: Mit zehn Schuss je Mannschaftsmitglied aus 110 Yards (100,58 m) Entfernung konnten maximal 160 Punkte erzielt werden.

### Laufender Hirsch Doppelschuss 100 m
| Platz | Land | Sportler         | Punkte |
| ----- | ---- | ---------------- | ------ |
| 1     | USA  | Walter Winans    | 46     |
| 2     | GBR  | Thomas Ranken    | 46     |
| 3     | SWE  | Oscar Swahn      | 38     |
| 4     | GBR  | Maurice Blood    | 34     |
| 5     | GBR  | Albert Kempster  | 33     |
| 6     | GBR  | William Ellicott | 33     |
| 6     | GBR  | Alexander Rogers | 33     |
| 8     | SWE  | Ernst Rosell     | 27     |

Datum: 9. bis 10. Juli 1908 

15 Teilnehmer aus 4 Ländern
Die Regeln waren die gleichen wie beim Einzelschuss, außer dass bei jedem Durchlauf des eisernen Hirsches zwei Schüsse abgefeuert wurden. Die höchstmögliche Punktzahl war 80.

### Tontaubenschießen
| Platz | Land | Sportler           | Punkte |
| ----- | ---- | ------------------ | ------ |
| 1     | CAN  | Walter Ewing       | 72     |
| 2     | CAN  | George Beattie     | 60     |
| 3     | GBR  | Alexander Maunder  | 57     |
| 3     | GRE  | Anastasios Metaxas | 57     |
| 5     | GBR  | Charles Palmer     | 55     |
| 5     | CAN  | Arthur Westover    | 55     |
| 7     | CAN  | Mylie Fletcher     | 53     |
| 7     | GBR  | Robert Hutton      | 53     |
| 7     | NED  | John Wilson        | 53     |

Datum: 8. bis 11. Juli 1908 

301Teilnehmer aus 6 Ländern
Es gab drei Durchgänge, wobei in der dritten Runde noch 21 Schützen verblieben. Der Finaldurchgang bestand aus drei Phasen mit 30, 20 und nochmals 30 abzuschießenden Tontauben. Die Maximalpunktzahl betrug 80.

### Tontaubenschießen Mannschaft
| Platz | Land | Sportler | Punkte |
| ----- | ---- | --- | ------ |
| 1     | GBR  | Peter Easte (55) Alexander Maunder (83) Frank Moore (60) Charles Palmer (71) James Pike (77) John Postans (61)                       | 407    |
| 2     | CAN  | George Beattie (73) Walter Ewing (81) Mylie Fletcher (65) David McMackon (56) George Vivian (58) Arthur Westover (72)                | 405    |
| 3     | GBR  | John Butt (62) Henry Creasey (59) Robert Hutton (56) William Morris (62) George Skinner (63) George Whitaker (70)                    | 372    |
| 4     | NED  | Reindert de Favauge Cornelis Viruly Eduardus van Voorst tot Voorst Franciscus van Voorst tot Voorst Rudolph van Pallandt John Wilson | 174    |

Datum: 9. bis 11. Juli 1908 
42 Teilnehmer aus 7 Ländern
An diesem Wettbewerb nahmen sieben Teams mit je sechs Schützen teil, wobei Großbritannien doppelt vertreten war. Der offizielle Bericht nennt nur die Resultate der besten vier Teams. Nach einem Qualifikationsdurchgang blieben drei Mannschaften übrig. Das Finale bestand für jedes Mannschaftsmitglied aus drei Phasen mit 30, 25 und 50 abzuschießenden Tontauben. Die maximal erreichbare Punktzahl betrug 630.